# Bergtatt
Bergtatt är ett musikalbum med Stein Ove Berg, utgivet som LP och kassett 1981 av skivbolaget NorDisc.

## Låtlista
Sida 1
1. "En dag i april"
2. "Langesund" (Arlen Roth/Janey Schramm, norsk text: Stein Ove Berg)
3. "Det er for deg" (Trad., arr.:Stein Ove Berg)
4. "Før alle går hver til sitt"
5. "Ord"

Sida 2
1. "La ordene få ligge"
2. "Ikke gå forbi" (Hilde Heltberg/Stein Ove Berg)
3. "Lørdag"
4. "Lise"
5. "Vi lever"

- Alla låtar skrivna av Stein Ove Berg där inget annat anges.

## Medverkande
Musiker
- Stein Ove Berg – sång, gitarr, munspel, körsång
- Marius Müller – gitarr, körsång
- Einar Mjåland – basgitarr
- Geir Langslet – keyboard
- Per Kolstad – keyboard
- Bruce Rasmussen – trummor
- Sture Rogne – dragspel
- Hilde Heltberg – körsång
- Amund Enger – körsång

Produktion
- Tore Syvertsen – musikproducent
- Ola Johansen – ljudtekniker
- Roar Vangen – ljudtekniker